# حسين الصبياني
حسين الصبياني، لاعب كرة قدم سعودي، يلعب في نادي الشباب.

## روابط خارجية
- حسين الصبياني على موقع Soccerway.com (الإنجليزية)